# 31511 Jessicakim
31511 Jessicakim è un asteroide della fascia principale. Scoperto nel 1999, presenta un'orbita caratterizzata da un semiasse maggiore pari a 2,5736081 UA e da un'eccentricità di 0,1259542, inclinata di 3,28205° rispetto all'eclittica.